# Jacob Garchik
Jacob Garchik (* 12. Oktober 1976 in San Francisco) ist ein US-amerikanischer Jazzposaunist (auch Akkordeon, Bassposaune, Tuba, Piano), Komponist und Arrangeur, der auch im Bereich der Weltmusik tätig ist.

## Leben und Wirken
Garchik, dessen Großvater 1910 aus Litauen emigrierte, lernte zunächst Klavier und Akkordeon. Er hatte ab dem Alter von zehn Jahren Musikunterricht an öffentlichen Schulen in San Francisco und entschied sich nun für die Posaune; außerdem studierte er bei Doug Thorley klassische Posaune. 1994 setzte er seine Studien an der New Yorker Manhattan School of Music fort; er hatte kurz bei Steve Turre Unterricht und setzte die klassische Ausbildung bei David Finlayson und David Taylor fort. Seitdem arbeitete Garchik in der Downtown- und Brooklyner Jazzszene, u. a. als Posaunist in Bandprojekten von Lee Konitz, Ohad Talmor/Steve Swallow, sowie in The Four Bags, Slavic Soul Party, in der Mingus Big Band und im John Hollenbeck Large Ensemble, bei Mary Halvorson (Amaryllis / Belladonna, 2022), Dan Weiss, Miguel Zenón und Steve Lehman. Zu hören ist er u. a. auch auf The Distance (2016) von Michael Formanek & Ensemble Kolossus. Daneben war er in der Weltmusik-Szene aktiv, wo er unter anderem bei Golem, den Klezmer All Stars von Frank London und den Simcha All Stars von Greg Wall spielte. Auch leitete er eigenes Trio.
Garchik legte 2012 The Heavens – The Atheist Gospel Trombone Album vor, das er alleine in Mehrspuraufnahmen auf verschiedenen Blechinstrumenten (von der Zugtrompete bis hin zum Sousaphon) aufnahm. 2015 veröffentlichte er sein Fusionalbum Ye Olde mit einem ungewöhnlich besetzten Quintett (Posaune, drei Gitarren, Schlagzeug). Mit Oscar Noriega leitete er die Banda de los Muertos, die neben einem eigenen Album auch Filmmusik für den James-Bond-Film Spectre einspielte. Auf seinem großformatigen Album Clear Line, das ohne Rhythmusgruppe entstand, werden Bläserlinien (und wenige Soli) gegeneinander gestellt. 2022 legte er das Album Assembly vor. Zu hören ist er u. a. auch auf Dynamic Maximum Tension (2023) von Darcy James Argue’s Secret Society, Mary Halvorsons Cloudward (2024) und About Ghosts (2025), Miles Okazakis Miniature America (2024) und Miguel Zenóns Golden City (2024).
Seit 2006 schrieb Garchik außerdem eine Reihe von Arrangements und Transkriptionen für das Kronos Quartet, enthalten auf den Kronos-Alben Floodplain (2009) und Rainbow (2010). Im Bereich des Jazz war er Tom Lord zufolge zwischen 1997 und 2021 an 40 Aufnahmesessions beteiligt.

## Diskographische Hinweise
- Abstracts (2005), mit Jacob Sacks, Dan Weiss
- Romance (2008), mit Jacob Sacks, Dan Weiss, Judith Berkson
- Dave Ambrosio / Jacob Garchik / Jacob Sacks / Vinnie Sperrazza: 40 Twenty (2011)
- Clear Line (2020, mit Nathan Eklund, Jonathan Finlayson, Adam O’Farrill, Davy Lazar, Natalie Cressman, Kalia Vandever, Kalun Leung, Jennifer Wharton, Roman Filiu, Charlotte Greve, Anna Webber, Kevin Sun, Carl Maraghi)
- Assembly (2022)